# Cross du Piton des Neiges
Le cross du Piton des Neiges est une épreuve de course en montagne qui se court sur l'île de La Réunion, département d'outre-mer français dans le sud-ouest de l'océan Indien. Comme son nom l'indique, son arrivée se dispute au sommet du Piton des Neiges, point culminant du territoire insulaire, après un départ dans le centre-ville de Cilaos. Établie en 1988, c'est la première course de montagne créée à La Réunion, qui en compte désormais un très grand nombre. Elle a depuis été disputée tous les ans, sauf en 1990.

## Histoire
En 2018, l'épreuve recense moins d'une centaine d'inscrits. Les organisateurs décident d'annuler l'épreuve dans ces conditions. Elle n'a pas non plus lieu l'année suivante.
Prévue le 3 mai, l'édition 2020 est renommée Trail du Piton des Neiges afin de mieux relancer l'évènement. Elle est cependant annulée en raison de la pandémie de Covid-19.

## Palmarès
| Date | Hommes                                  | Temps                                   | Femmes                                  | Temps                                   |
| ---- | --------------------------------------- | --------------------------------------- | --------------------------------------- | --------------------------------------- |
| 1988 | Philippe Moutoussamy                    | 1 h 31                                  | Marie Dambreville                       | 2 h 8                                   |
| 1989 | Gilles Trousselier                      | 1 h 25                                  | Lucette Tia Tiong Fat                   | 2 h 10                                  |
| 1990 | Course annulée                          | Course annulée                          | Course annulée                          | Course annulée                          |
| 1991 | Jean-Paul Payet                         | ?                                       | ?                                       | ?                                       |
| 1992 | Jean-Paul Payet                         | 1 h 47 min 6 s                          | Chantal Dällenbach                      | 2 h 26 min 13 s                         |
| 1993 | Jerry Perrault                          | 1 h 53 min 51 s                         | Armande Cadet                           | 2 h 32                                  |
| 1994 | Thierry Icart                           | 1 h 31 min 2 s                          | Chantal Dällenbach                      | 1 h 52 min 51 s                         |
| 1995 | Jean-Paul Payet                         | 1 h 45 min 18 s                         | Martine Payet-Javerzac                  | 2 h                                     |
| 1996 | Thierry Icart                           | 1 h 41 min 11 s                         | Olivette Hoareau                        | 2 h 27 min 53 s                         |
| 1997 | Thierry Icart                           | 1 h 45 min 18 s                         | Olivette Hoareau                        | 2 h 20 min 9 s                          |
| 1998 | Benoît Grondin                          | 1 h 45 min 8 s                          | Marie-Danièle Seroc                     | ?                                       |
| 1999 | Benoît Grondin                          | 1 h 45 min 9 s                          | Olivette Hoareau                        | 2 h 22 min 16 s                         |
| 2000 | Benoît Grondin                          | 1 h 45                                  | Olivette Hoareau                        | 2 h 20 min 21 s                         |
| 2001 | Jean-Pierre Grondin                     | 1 h 45 min 32 s                         | Olivette Hoareau                        | 2 h 16 min 56 s                         |
| 2002 | Benoît Grondin                          | 1 h 16 min 11 s                         | Françoise Gonthier                      | 1 h 48 min 53 s                         |
| 2003 | Jean-Pierre Grondin                     | 1 h 49 min 6 s                          | Françoise Gonthier                      | 2 h 36 min 53 s                         |
| 2004 | Pascal Grondin                          | 1 h 51 min 24 s                         | Martine Maillot                         | 2 h 35 min 13 s                         |
| 2005 | Pascal Grondin                          | 1 h 52 min 36 s                         | Lisiane Chapelin                        | 2 h 32                                  |
| 2006 | Didier Mussard                          | 1 h 57 min 44 s                         | Emily Ferenczi                          | 2 h 28 min 16 s                         |
| 2007 | Éric Lacroix                            | 1 h 54 min 6 s                          | Isabelle Roux                           | 2 h 31 min 38 s                         |
| 2008 | Jean-Pierre Grondin                     | 1 h 53 min 16 s                         | Jasmine Rivière                         | 2 h 29 min 33 s                         |
| 2009 | Juanito Lebon                           | 1 h 55 min 25 s                         | Maud Combarieu                          | 2 h 30 min 55 s                         |
| 2010 | Jean-Pierre Grondin                     | 1 h 20 min 30 s                         | Isabelle Roux                           | 1 h 39 min 49 s                         |
| 2011 | Jean-Pierre Grondin                     | 1 h 54 min 22 s                         | Martine Maillot                         | 2 h 20 min 24 s                         |
| 2012 | Raymond Fontaine                        | 1 h 47 min 8 s                          | Martine Maillot                         | 2 h 23 min 19 s                         |
| 2013 | Jeannick Boyer                          | 1 h 50 min 51 s                         | Maud Combarieu                          | 2 h 21 min 32 s                         |
| 2014 | Course annulée                          | Course annulée                          | Course annulée                          | Course annulée                          |
| 2015 | Jeannick Boyer                          | 1 h 48 min 25 s                         | Isabelle Lebreton                       | 2 h 28 min 16 s                         |
| 2016 | Jeannick Boyer                          | 1 h 51 min 19 s                         | Christelle Bard                         | 2 h 28 min 2 s                          |
| 2017 | Jeannick Boyer                          | 1 h 56 min 26 s                         | Élise Castagno                          | 2 h 38 min 17 s                         |
| 2018 | Course annulée                          | Course annulée                          | Course annulée                          | Course annulée                          |
| 2019 | Course annulée                          | Course annulée                          | Course annulée                          | Course annulée                          |
| 2020 | Course annulée en raison du coronavirus | Course annulée en raison du coronavirus | Course annulée en raison du coronavirus | Course annulée en raison du coronavirus |
| 2021 | Course annulée                          | Course annulée                          | Course annulée                          | Course annulée                          |
| 2022 | Course annulée                          | Course annulée                          | Course annulée                          | Course annulée                          |
| 2023 | Course annulée                          | Course annulée                          | Course annulée                          | Course annulée                          |
| 2024 | Course annulée                          | Course annulée                          | Course annulée                          | Course annulée                          |

 Record de l'épreuve